# Todos contra 1
Todos contra 1 fue un concurso de televisión español presentado por Rodrigo Vázquez y Raúl Gómez desde el 19 de enero de 2023. El concurso está basado en el exitoso All against 1 nacido en Dinamarca. 
A partir del sexto programa cambió su mecánica, emitiéndose en la franja de access dos días a la semana (lunes y martes). Tras numerosos cambios de días y franjas, TVE decidió cancelar el concurso debido a sus bajos datos de audiencia.

## Mecánica
La mecánica del concurso consiste en plantear una serie de preguntas de resolución numérica a un concursante presente en el plató del programa. Simultáneamente, y dado que el programa se emite en directo, espectadores desde sus hogares tienen también opción de responder a las cuestiones a través de una aplicación de teléfono móvil. Durante nueve rondas, cada pregunta tendrá un valor de 1.000, 2.000, 4.000, 6.000, 9.000, 12.000, 16.000, 20.000 y 30.000 euros respectivamente. Si la respuesta correcta cae más cercana a la dada por el concursante, este acumulará el dinero correspondiente en su bote, mientras que si cae más cercana a la media de respuestas dada por los concursantes de la app, este se acumulará en el bote de "España". Al final del programa, la décima ronda servirá para decantar si el concursante en plató consigue llevarse su bote acumulado, o bien si es un espectador anónimo elegido al azar de entre los participantes a través de la app el que se lleva el bote correspondiente a "España", botes los cuales pueden ser de hasta un total de 100.000 euros.
Para dar solución a las preguntas planteadas se realizarán una serie de pruebas que comprenden desde acertijos cotidianos hasta pruebas físicas. 
Durante el trascurso del programa el concursante tendrá a su disposición dos comodines, el "del cuñado", que podrá utilizar para llamar a la persona que desee y el "de la provincia", que podrá utilizar para conocer la respuesta dada por los espectadores de su provincia a través de la app; pudiendo reorientar su respuesta inicial según la información que le brinden estos. Los comodines podrán ser utilizados una única vez cada uno y siempre hasta la novena ronda. Además, contará con la ayuda de dos familiares y/o amigos, así como de tres celebrities que variarán en cada programa. 
Tras los bajos datos de audiencia, el formato fue remodelado convirtiéndose en un access para las noches de los lunes y los martes, cambiando su horario de emisión a las 22:00h. El premio total de 100.000 euros se redujo a la mitad para cada programa, disputándose el concursante en plató o la audiencia que juega a través de la app gratuita del programa un total de 50.000 euros cada noche. Al acortar su duración, en cada emisión se realizarían ahora únicamente cinco rondas (en lugar de las 10 habituales): las cuatro primeras para acumular 5.000, 10.000, 15.000 y 20.000 € en los respectivos botes y la quinta para decidir quién es el ganador, si el concursante en plató o el público. Se mantuvieron los comodines "del cuñado" y "de la provincia", pero el concursante solo podrá elegir uno de ellos en las primeras cuatro rondas. Además, se suprimió la ayuda de familiares y/o amigos en plató pero se mantuvieron los celebrities.

### Presentadores
| Presentador     | Información         | La 1 | La 1 | Programas      |
| Presentador     | Información         | 2023 |      | Programas      |
| --------------- | ------------------- | ---- | ---- | -------------- |
| Rodrigo Vázquez | Presentador titular |      |      | Programa 1 - 7 |
| Raúl Gómez      | Copresentador       |      |      | Programa 1 - 7 |

## Audiencias
| Etapa | Etapa | Temporada | Episodios | Estreno             | Final                 | Audiencia media | Audiencia media |
| Etapa | Etapa | Temporada | Episodios | Estreno             | Final                 | Espectadores    | Cuota           |
| ----- | ----- | --------- | --------- | ------------------- | --------------------- | --------------- | --------------- |
|       | 1     | 1         | 7         | 19 de enero de 2023 | 28 de febrero de 2023 | 655 000         | 6,5%            |

### Temporada 1
| Programa | Invitados/as                                 | Día de emisión        | Audiencia | Share |
| -------- | -------------------------------------------- | --------------------- | --------- | ----- |
| 1        | Yolanda Ramos Lorena Castell Manuel Baqueiro | 19 de enero de 2023   | 918 000   | 9,6%  |
| 2        | Norma Duval Lorena Castell Toñi Moreno       | 26 de enero de 2023   | 737 000   | 9,9%  |
| 3        | Mónica Cruz María del Monte Erundino Alonso  | 9 de febrero de 2023  | 538 000   | 5,8%  |
| 4        | Elena Furiase Luján Argüelles Twin Melody    | 14 de febrero de 2023 | 432 000   | 5,0%  |
| 5        | Fran Rivera Adriana Abenia Agoney Hernández  | 21 de febrero de 2023 | 486 000   | 5,2%  |
| 6        | Juan Magán Melani Olivares Eduardo Navarrete | 27 de febrero de 2023 | 665 000   | 4,4%  |
| 7        | David Bustamante Abraham Mateo               | 28 de febrero de 2023 | 811 000   | 5,3%  |

## Versiones internacionales
El formato de televisión creado en Dinamarca, hasta ahora se ha exportado en siete países en el mundo, en particular, en el continente europeo.

### Ediciones extranjeras
| País                         | Nombre del programa | Presentador(es)                                                                                                   | Canal     | Mayor premio posible | Fecha de primer episodio | Fecha de último episodio |
| ---------------------------- | ------------------- | --- | --------- | -------------------- | ------------------------ | ------------------------ |
| Alemania                     | Alle gegen Einen    | Elton, Bastian Bielendorfer y Rebecca Mir                                                                         | ProSieben | 100.000 €            | 20 de octubre de 2018    | 7 de marzo de 2020       |
| Dinamarca (versión original) | Alle mod 1          | Joakim Ingversen y Mads Steffensen Joakim Ingversen y Stephania Potalivo                                          | DR1       | 100.000 Kr           | 29 de abril de 2016      | Actualmente en emisión   |
| Finlandia                    | Kaikki vastaan 1    | Anni Hautala e Janne Kataja (1.ª-3.ª temporada) Sara Forsberg (1.ª; 3.ª temporada) Elina Kottonen (2.ª temporada) | Nelonen   | 10.000 €             | 5 de febrero de 2017     | 4 de noviembre de 2018   |
| Francia                      | Seul contre tous    | Nagui y Laury Thilleman Nagui, Valérie Bègue y Bruno Guillon                                                      | France 2  | 15.000 €             | 10 de febrero de 2018    | 2019                     |
| Noruega                      | Alle mot 1          | Selda Ekiz y Ole Rolfsrud                                                                                         | NRK1      | 100.000 Kr           | 13 de enero de 2018      | Actualmente en emisión   |
| República Checa              | 1 proti všem        | Libor Bouček, Leoš Mareš y Klára Svobodová                                                                        | Prima     | 1.500.000 Kč         | 1 de septiembre de 2018  | 6 de octubre de 2018     |
| Suecia                       | 1 mot Sverige       | Babben Larsson, Erik Ekstrand, Ahmed Behran y Farah Abadi                                                         | SVT 1     | 50.000 Kr            | 21 de octubre de 2021    | Actualmente en emisión   |